# 安艺津站
安藝津站（日语：／ Akitsu eki */?）是一個位於廣島縣東廣島市安藝津町三津、屬於西日本旅客鐵道（JR西日本）吳線的鐵路車站。

## 車站結構
對向式月台2面2線，可進行待違的地面車站。往三原方向1號月台站舍，對側的往吳方向月台以地下道聯絡。廁所位於閘外，是男女分別的水洗式公眾廁所。

### 月台配置
| 月台 | 路線 | 方向 | 目的地         |
| ---- | ---- | ---- | -------------- |
| 1    | 吳線 | 上行 | 竹原、三原方向 |
| 2    | 吳線 | 下行 | 吳、廣島方向   |

## 相鄰車站
西日本旅客鐵道（JR西日本）
 吳線
吉名－安藝津－風早